# Fosse no 2 des mines de Béthune
La fosse no 2 de la Compagnie des mines de Béthune est un ancien charbonnage du Bassin minier du Nord-Pas-de-Calais, situé à Bully-les-Mines. Elle est commencée en juin 1855 ou à partir du 20 novembre 1855 à près de deux kilomètres de la fosse no 1 - 1 bis - 1 ter, près des limites avec Mazingarbe. Le fonçage n'est pas spécialement problématique, mais les venues d'eau à la profondeur de 133 mètres nécessitent l'installation d'un second cuvelage haut de 10,71 mètres. La fosse no 2 entre en exploitation en février 1859. Malgré un gisement accidenté, elle a produit de son origine jusque vers 1880 environ 720 000 tonnes de houille. La fosse est détruite durant la Première Guerre mondiale. Elle est reconstruite avec un chevalement en béton armé typique de la Compagnie de Béthune. De vastes cités sont établis au nord et à l'est de la fosse. Les terrils nos 52 et 52A prennent du volume.
La Compagnie des mines de Béthune est nationalisée en 1946, et intègre le Groupe de Béthune. La fosse no 2 est concentrée en 1959 sur la fosse no 1 - 1 bis - 1 ter, et cesse d'extraire, mais elle continue d'assurer le service jusqu'en 1968. Le puits est remblayé deux ans plus tard, et les installations détruites en 1974. Les terrils sont ensuite exploités.
Au début du XXIe siècle, Charbonnages de France matérialise la tête de puits no 2. Le site est devenu un terrain vague, et les terrils des espaces de promenade. Les cités ont été rénovées.

## La fosse

### Fonçage
La fosse no 2 est entreprise à 1 985 mètres au nord-ouest de la fosse no 1 - 1 bis - 1 ter en juin 1855 ou à partir du 20 novembre 1855. Elle est, comme la première fosse, située sur le territoire de Bully-les-Mines, mais proche des limites avec Mazingarbe. La fosse est située à cent mètres à l'est du chemin de grande communication de Lucheux à La Bassée, le long de la ligne d'Arras à Dunkerque-Locale, à 1 560 mètres au sud du clocher de Mazingarbe et à 2 250 mètres au nord-ouest du clocher de Bully.
Le puits est situé à l'altitude de 45,55 mètres,. Le niveau d'eau de la craie est passé sans l'aide d'une machine d'épuisement, mais il a fallu en monter une pour traverser les argiles et les sables aquifères, épais de cinq à six mètres, et rencontrés sous le tourtia. Un cuvelage en chêne est posé entre 11,46 et 99,47 mètres. Le puits est d'un diamètre utile de quatre mètres. Des venues d'eau ont été rencontrées à la profondeur de 133 mètres, il a fallu installer un second cuvelage en chêne haut de 10,71 mètres entre 128,76 et 139,47 mètres de profondeur. Le terrain houiller est atteint à la profondeur de 140 mètres.

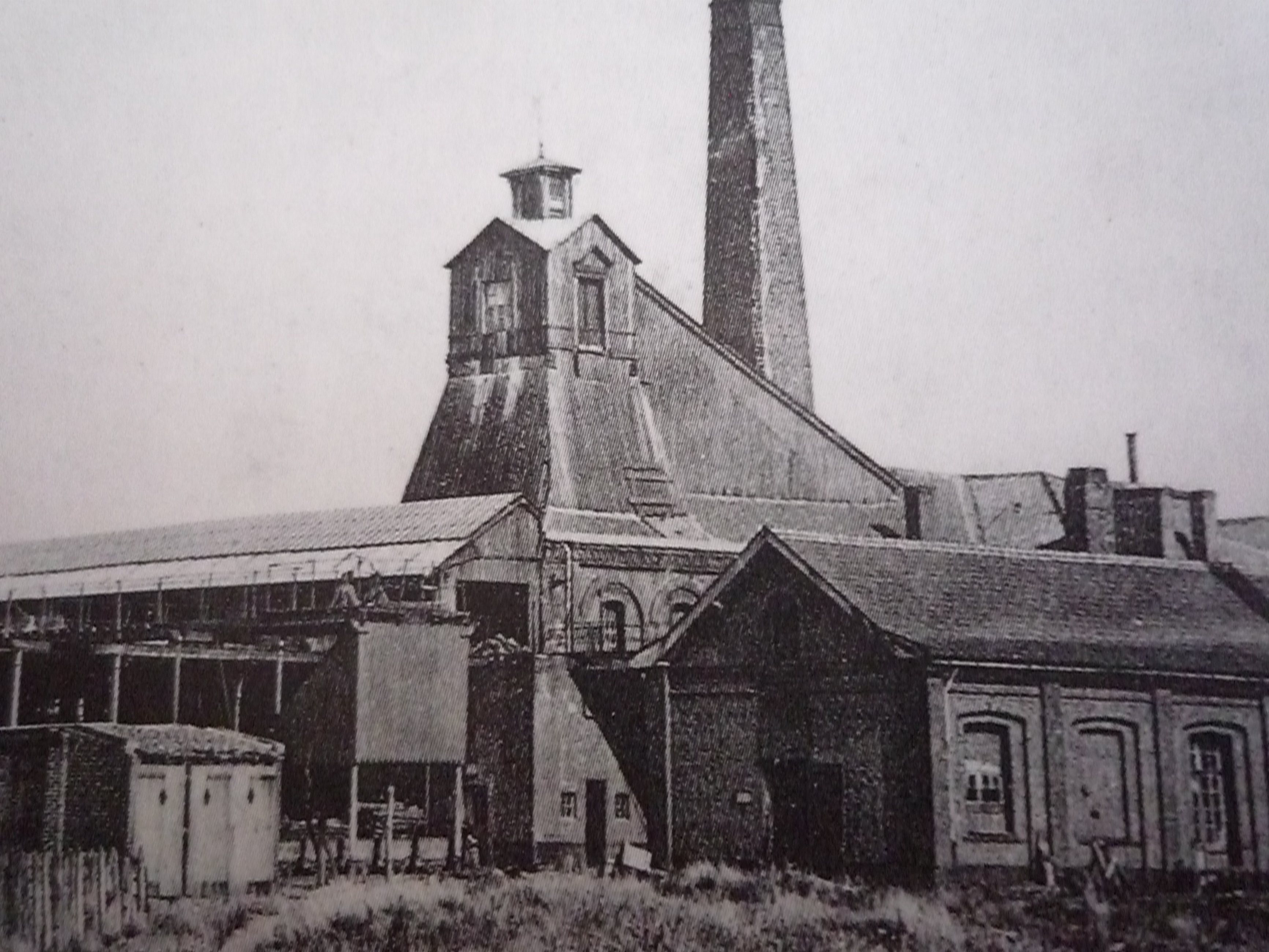
La fosse no 2 avant la guerre.

### Exploitation
La fosse no 2 commence à extraire en février 1859. Le gisement est très accidenté. Le ventilateur Davaine mis en place en même temps que la construction de la fosse est remplacé en 1868, car il était devenu insuffisant. Vers 1880, la fosse no 2 a produit environ 720 000 tonnes de houille depuis son ouverture.
Dans les années 1890, le puits est profond de 458,71 mètres, et les accrochages établis à 198, 240, 283, 351 et 420 mètres de profondeur.
La fosse est détruite durant la Première Guerre mondiale. Elle est reconstruite avec un chevalement en béton armé typique de la Compagnie de Béthune.
La Compagnie des mines de Béthune est nationalisée en 1946, et intègre le Groupe de Béthune. La fosse no 2 est concentrée en 1959 sur la fosse no 1 - 1 bis - 1 ter par le bure no 29, cette dernière remonte alors la production, tandis que la fosse no 2 lui assure, jusqu'en 1968, le service. Le puits, profond de 458,98 mètres, est remblayé en 1970, et les installations sont détruites quatre ans plus tard.

### Reconversion
Au début du XXIe siècle, Charbonnages de France matérialise la tête de puits. Le BRGM y effectue des inspections chaque année. Il ne reste rien de la fosse. Le site est un terrain vague.

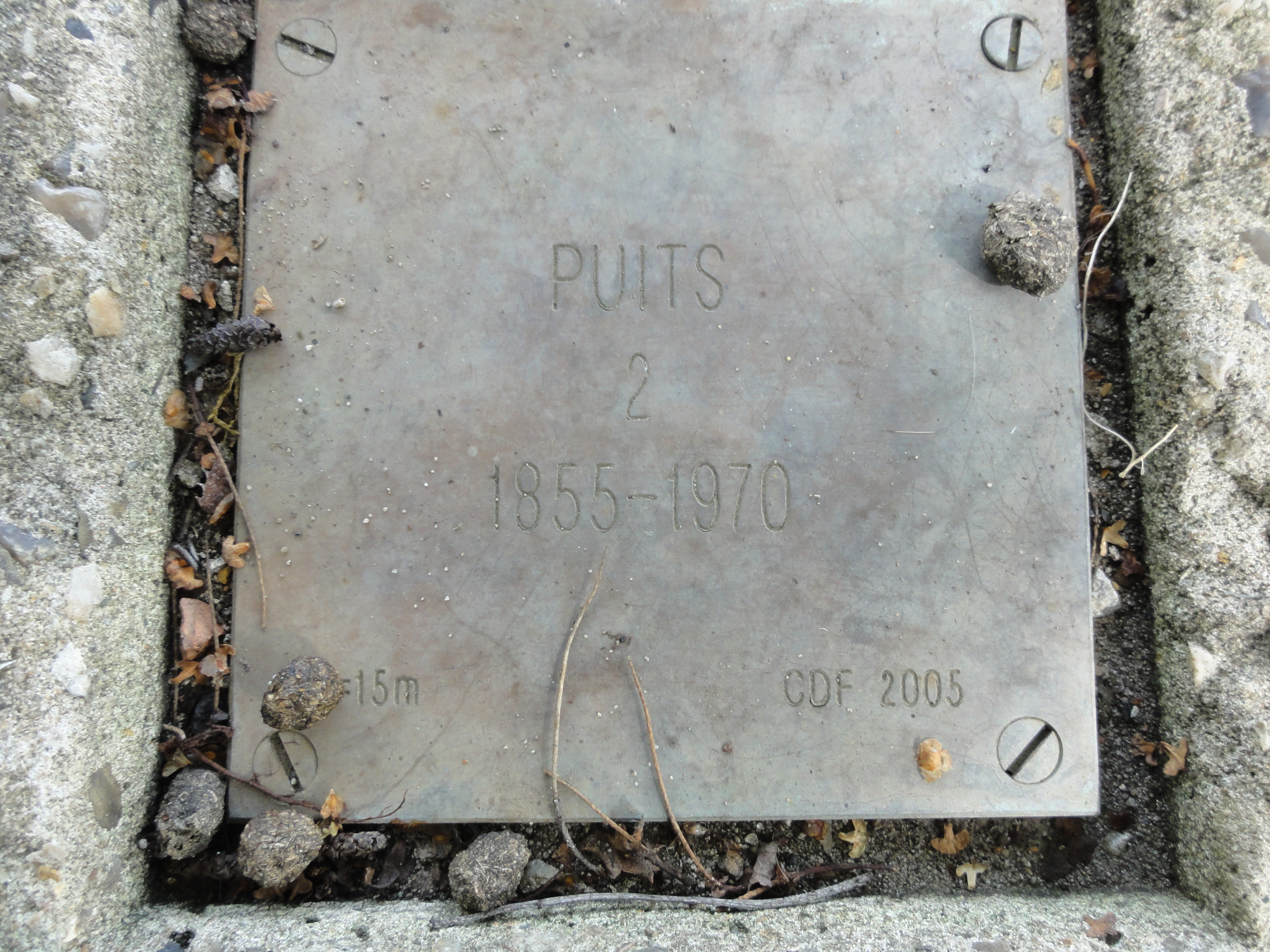
Puits no 2, 1855 - 1970.
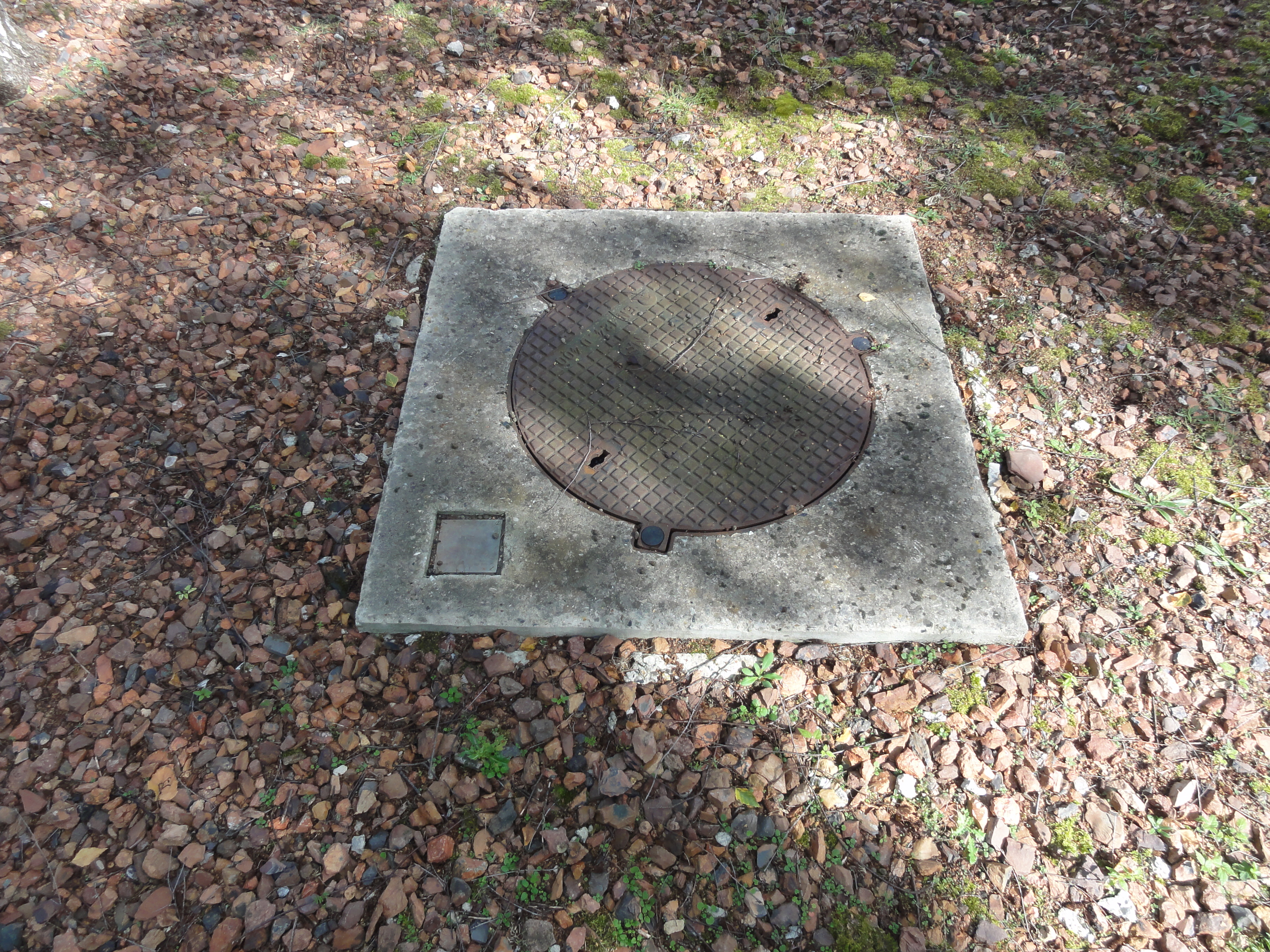
La tête de puits matérialisée.
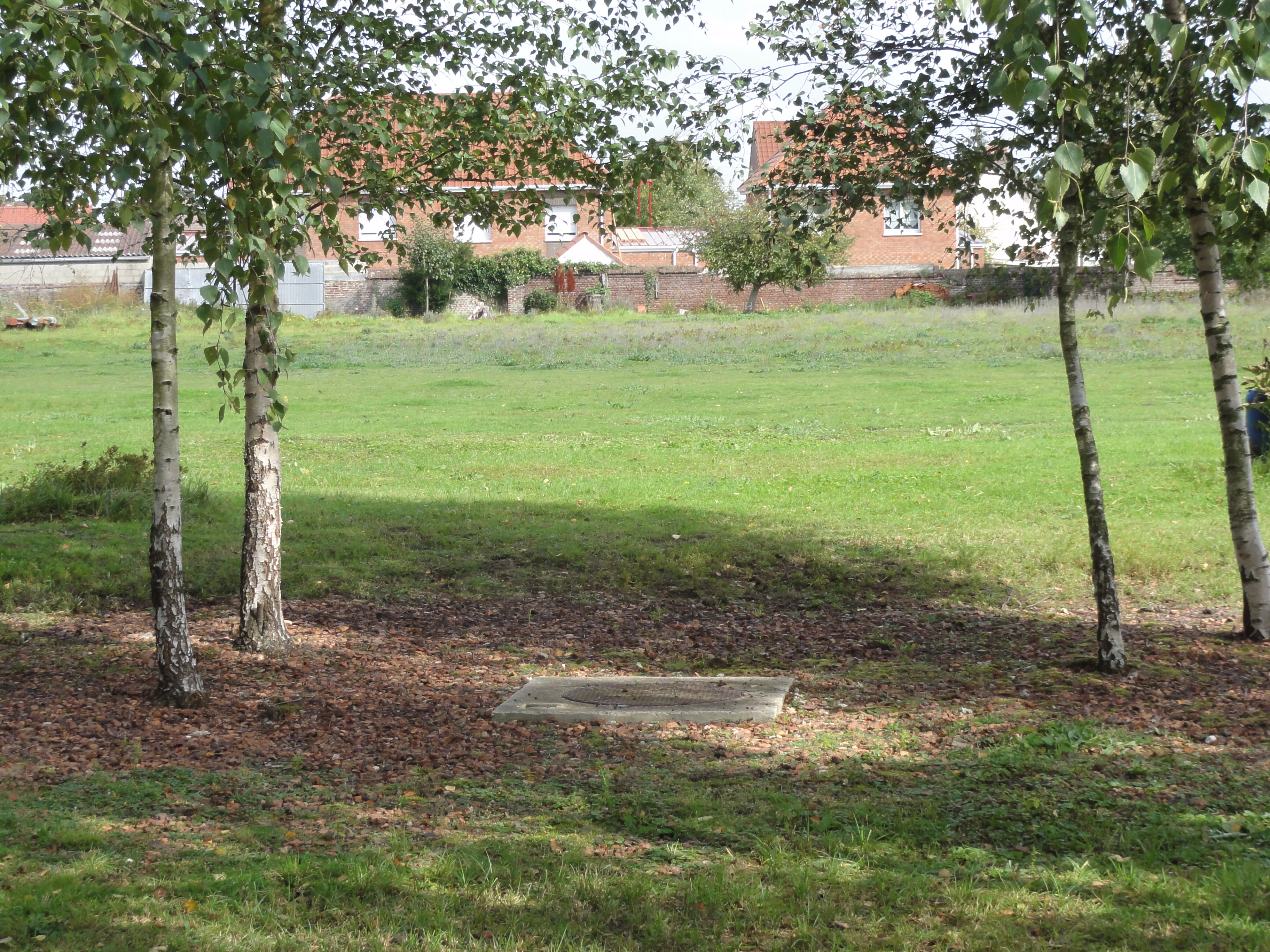
Le puits dans son environnement.
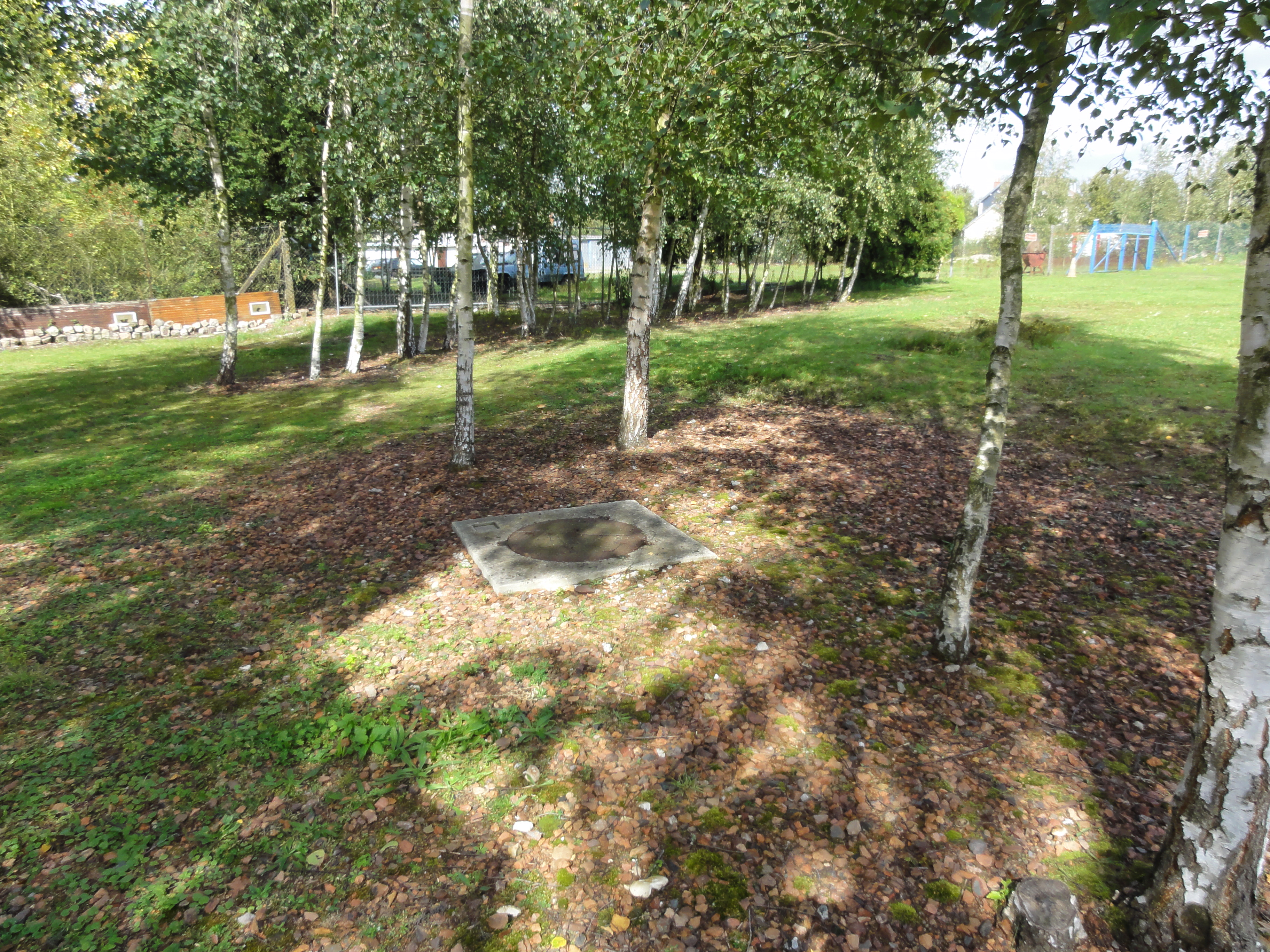
Le puits dans son environnement.
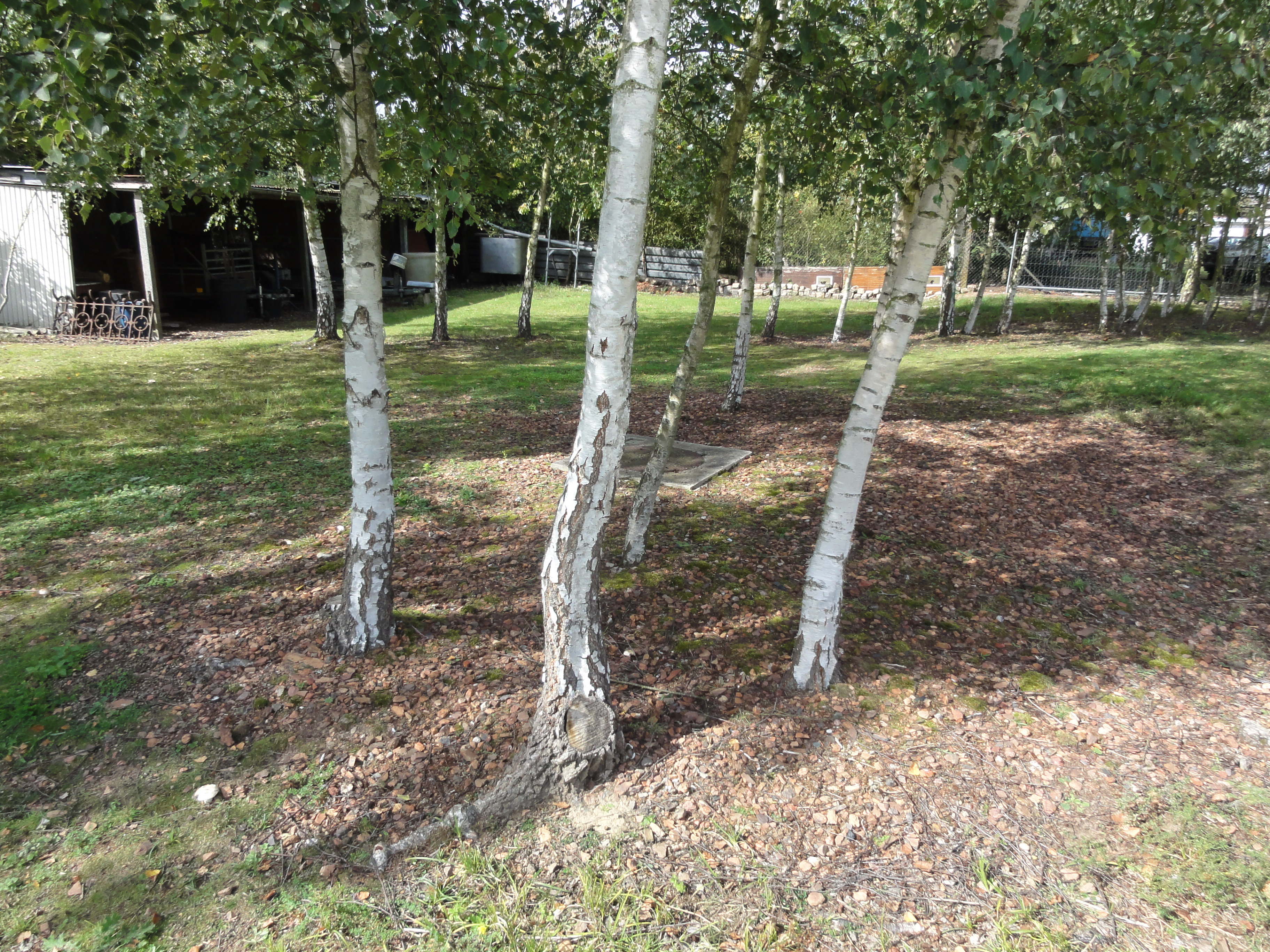
Le puits dans son environnement.
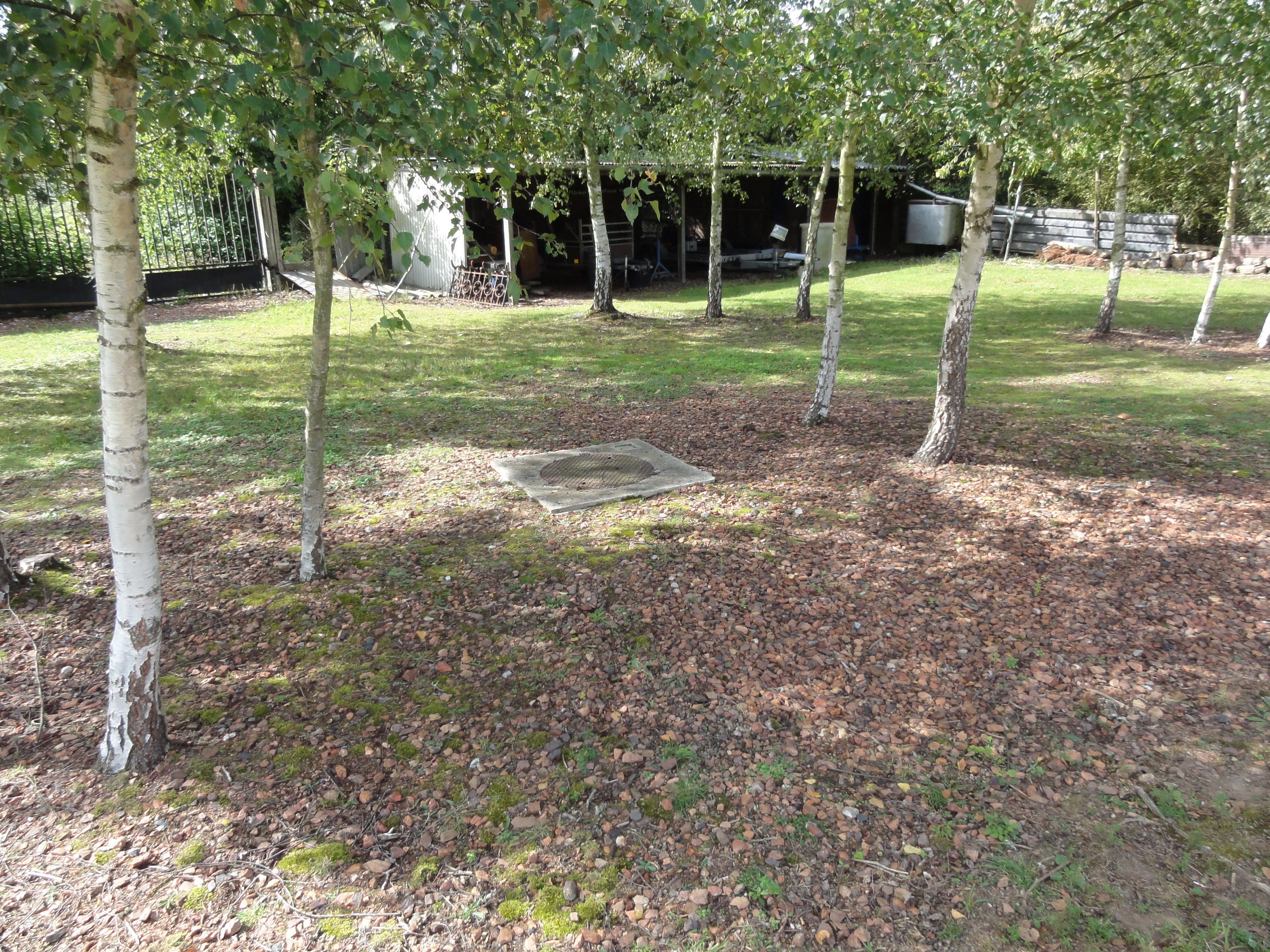
Le puits dans son environnement.

## Les terrils
Deux terrils résultent de l'exploitation de la fosse.

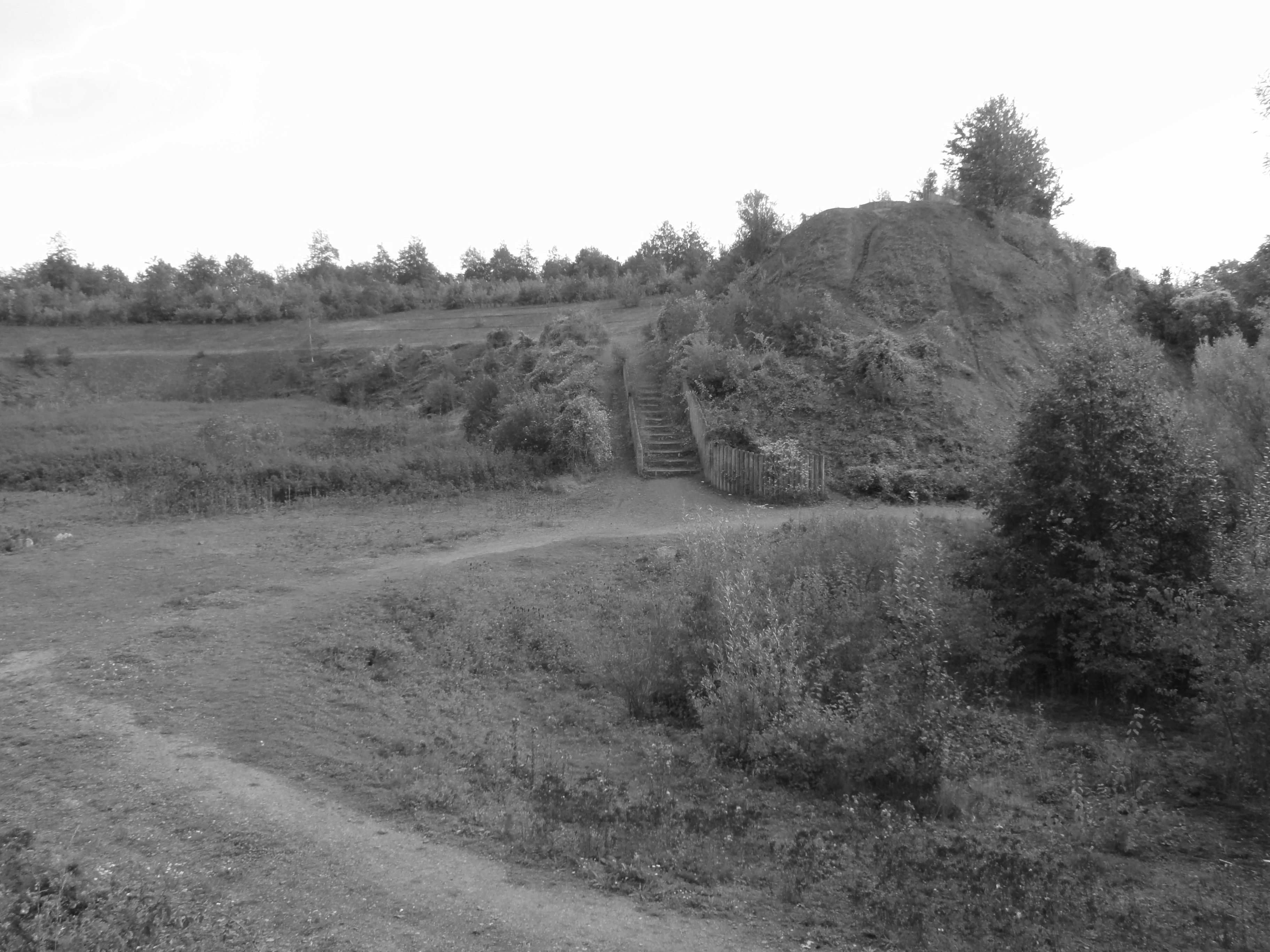
Le terril no 52.

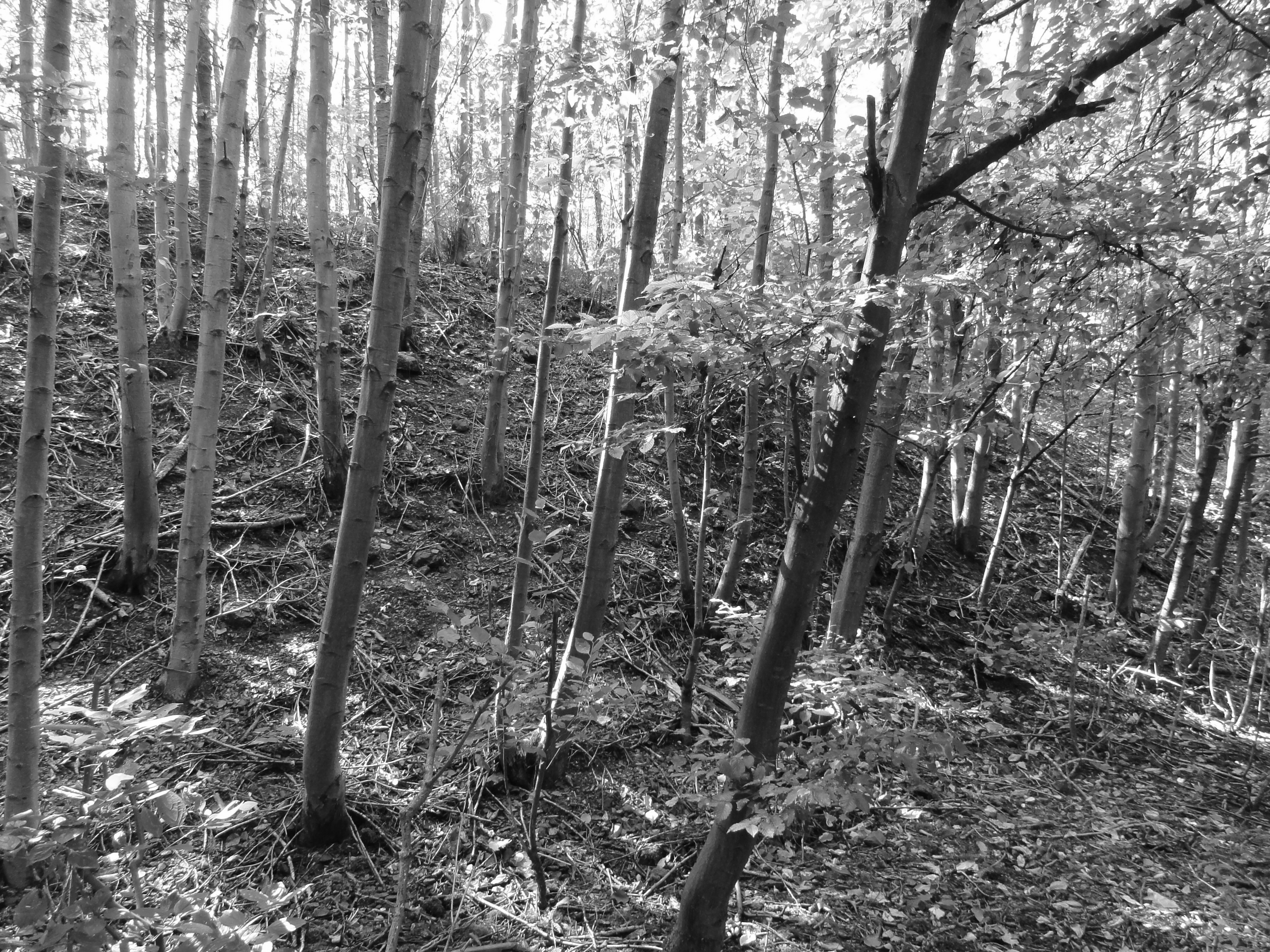
Le terril no 52A.

### Terrilno52, 2 de Béthune Est
50° 27′ 34″ N, 2° 42′ 31″ E
Le terril no 52, 2 de Béthune Est, situé à Bully-les-Mines, était le terril conique de la fosse no 2 des mines de Béthune. Haut de 53 mètres, il a été exploité et il n'en reste que la base.

### Terrilno52A, 2 de Béthune Ouest
50° 27′ 31″ N, 2° 42′ 29″ E
Le terril no 52A, 2 de Béthune Ouest, situé à Bully-les-Mines, était le terril plat de la fosse no 2 des mines de Béthune. Il a été exploité.

## Les cités
De vastes cités ont été édifiées au nord de la fosse no 2, sur les territoires de Bully-les-Mines et Mazingarbe.

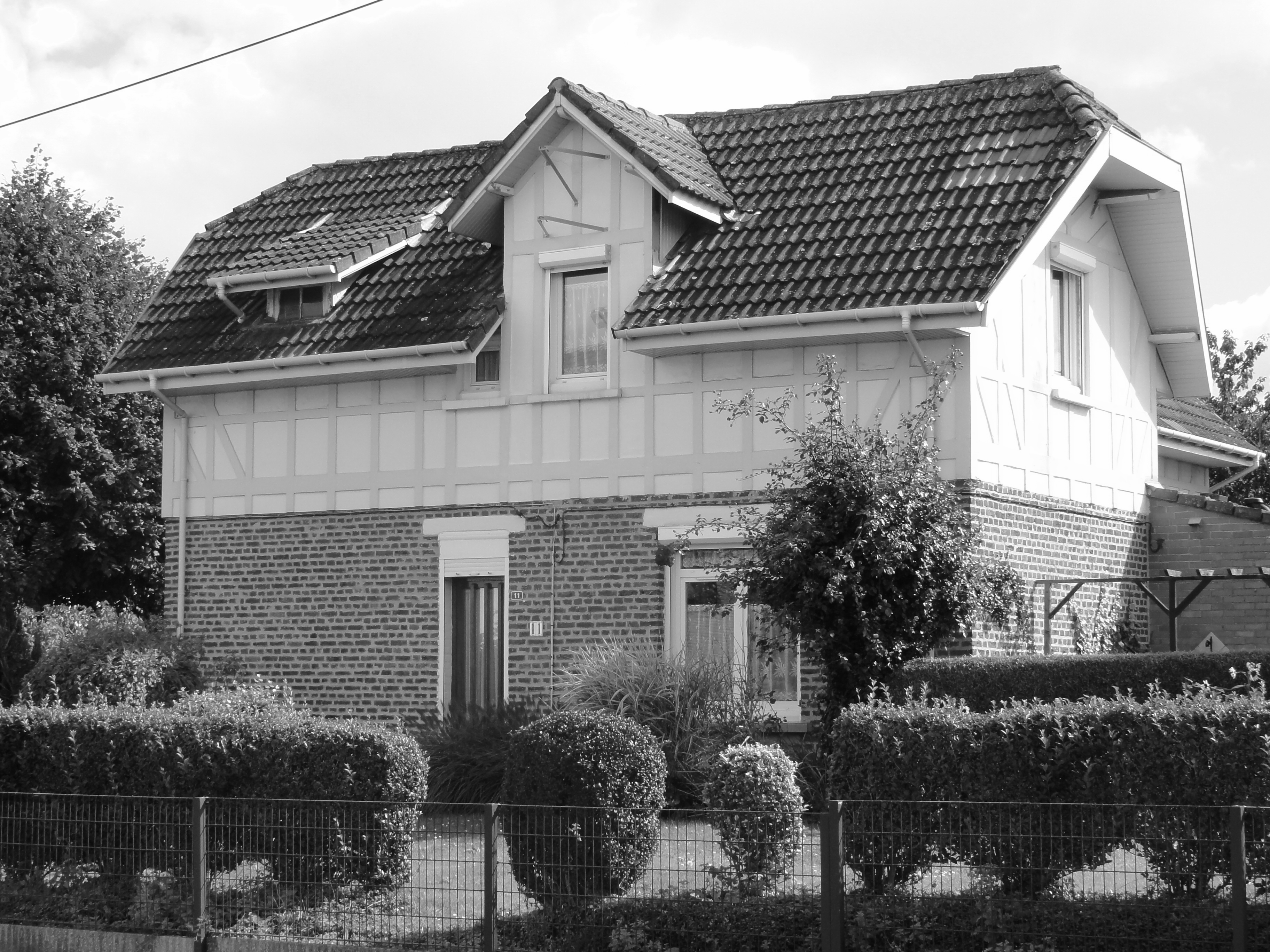
Une habitation individuelle.
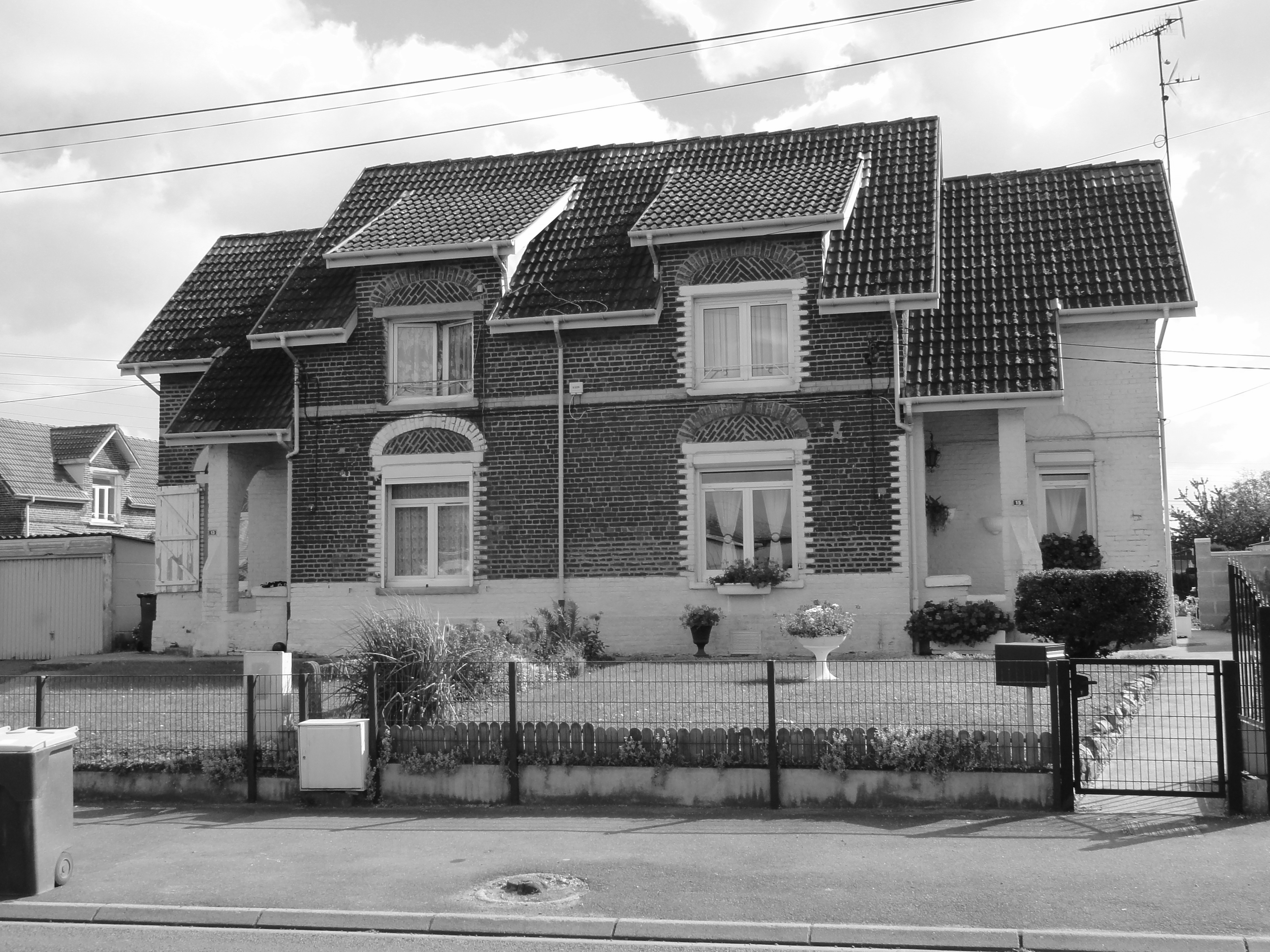
Des habitations groupées par deux.
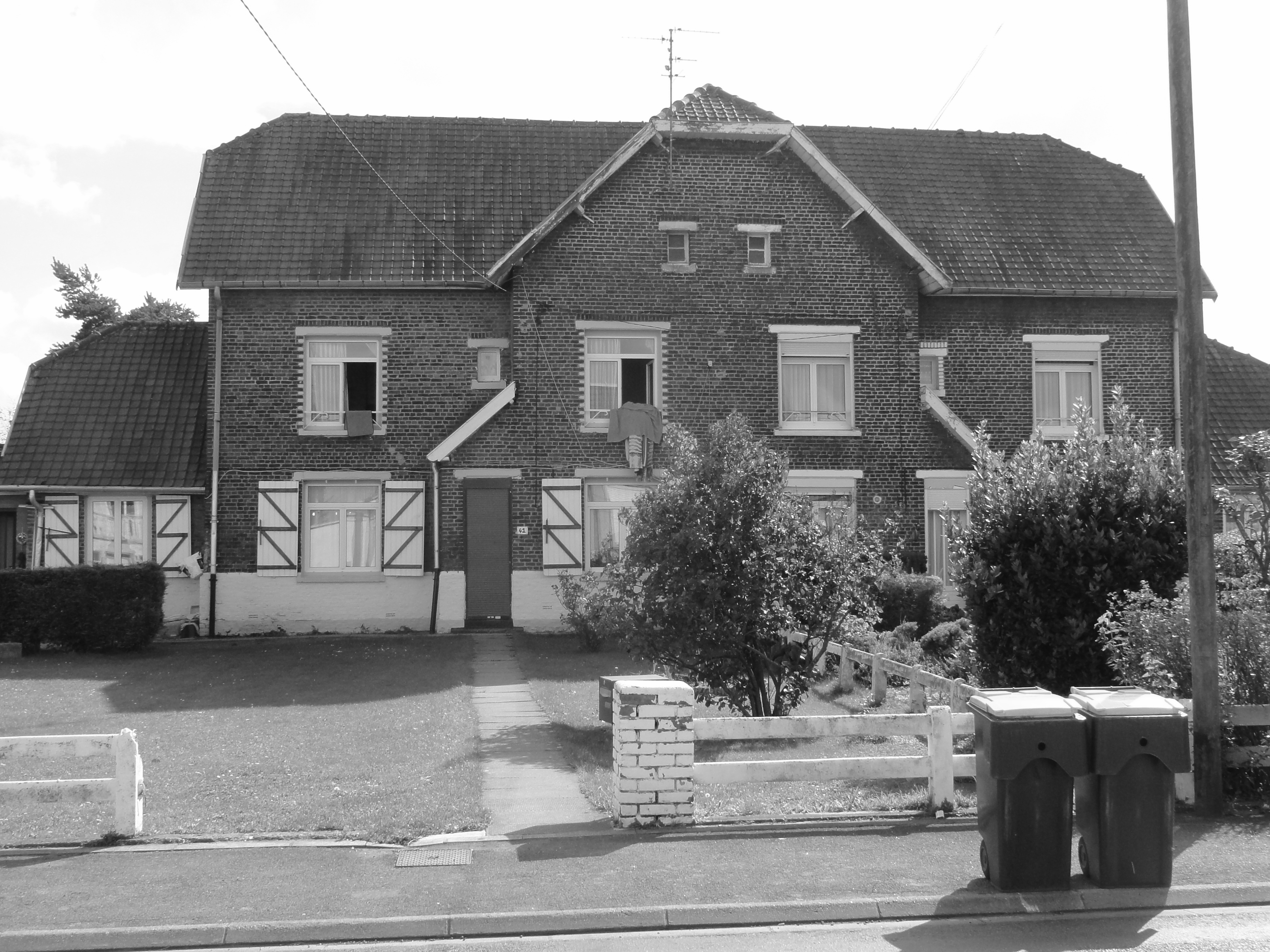
Des habitations groupées par deux.
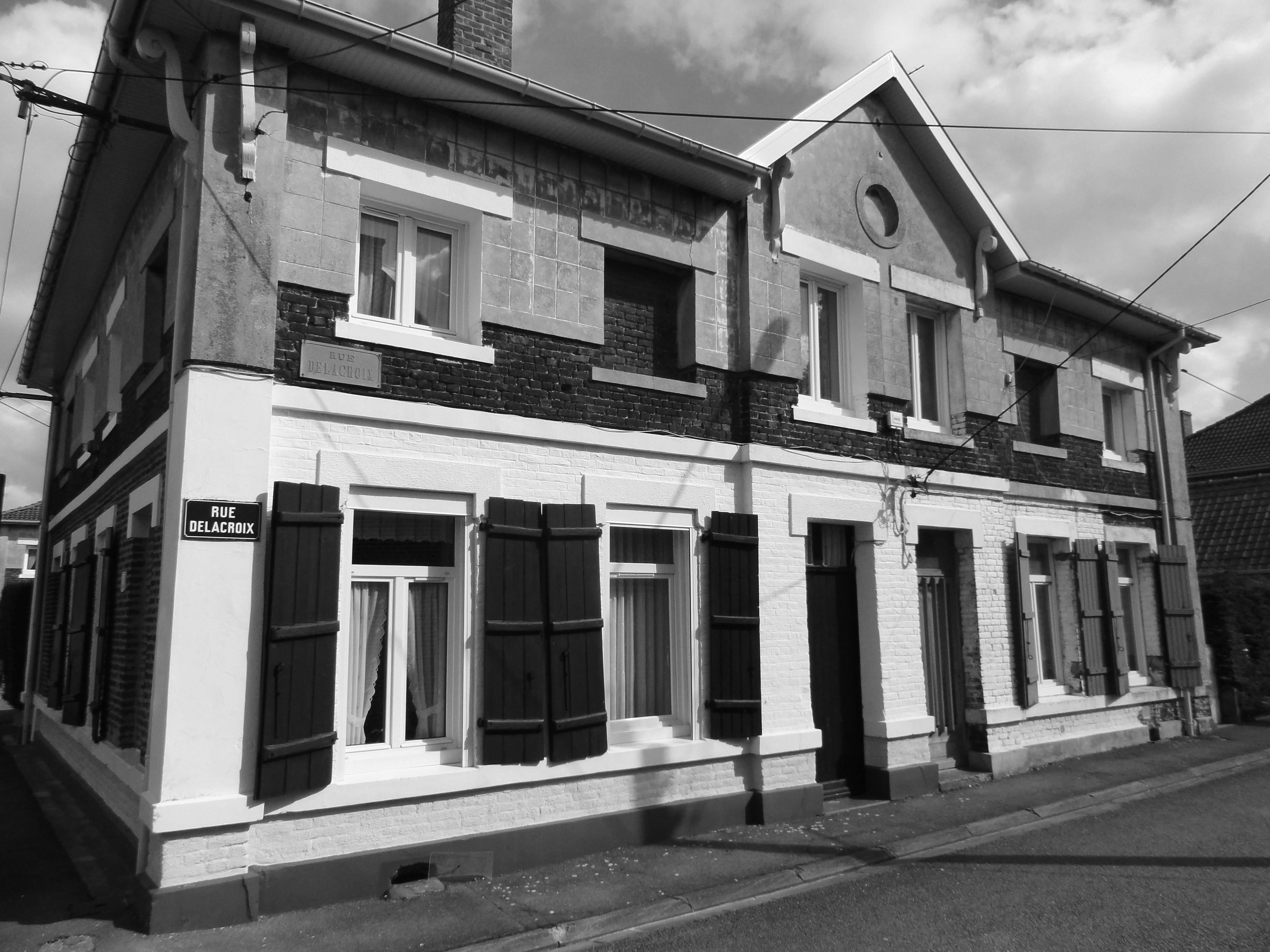
Des habitations groupées par deux.
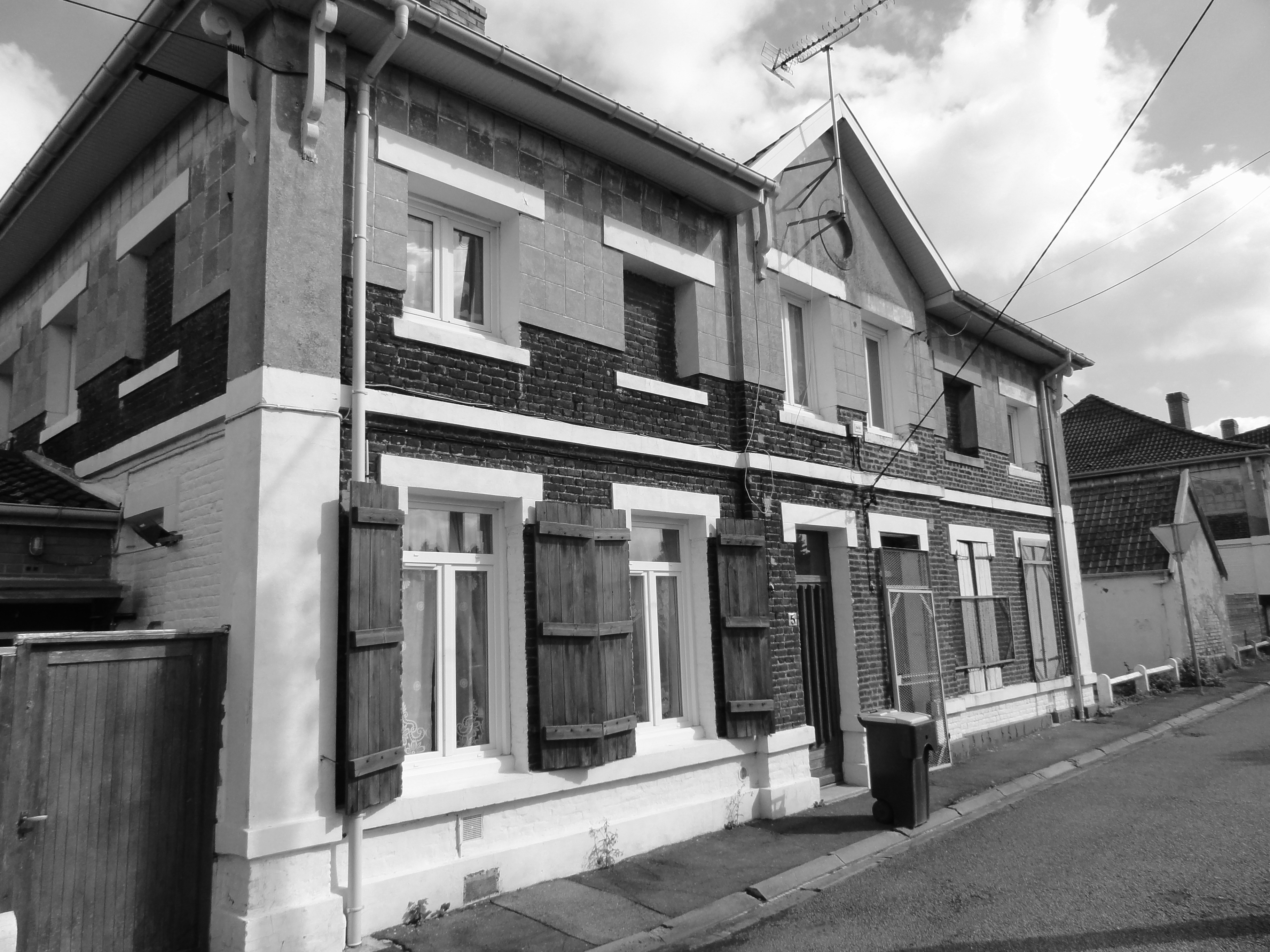
Des habitations groupées par deux.